# Historischer Institutionalismus
Der Historische Institutionalismus ist eine Integrationstheorie basierend auf den Grundlagen des Neo-Institutionalismus aus dem Bereich der Politikwissenschaft. Der in den 1980er Jahren in den USA entstandene Ansatz versucht Ursprung, Wandel und Funktion von Institutionen zu erklären und vertritt dabei die Grundannahme, dass sich diese unter anderem anhand der Pfadabhängigkeit, sprich des historischen Verlaufes, erklären lassen. Policy-Entscheidungen und Präferenzen von Akteuren basierten auf den von Institutionen vorstrukturierten Grundlagen.
Die Theorie mittlerer Reichweite ist eklektizistisch aufgebaut, das heißt, sie nimmt theoretische Anleihen aus dem Rational-Choice-Institutionalismus und dem soziologischen Institutionalismus auf und bildet daher eine Brückenfunktion zwischen beiden Theorien. Innerhalb des Historischen Institutionalismus selbst haben sich ein rational-ökonomischer Theoriestrang (u. a. vertreten durch Paul Pierson und Mark Pollack) und ein soziologisch-kulturalistischer Ansatz (u. a. vertreten durch Simon Bulmer) herausgebildet.
Der Historische Institutionalismus dient der Erklärung von Institutionen im Allgemeinen, wird aber besonders im Bereich der Europaforschung zur Erklärung der Entstehung und Entwicklung der Europäischen Union verwandt.

## Neo-Institutionalismus
In Reaktion auf den „alten Institutionalismus“ – unter welchem Institutionen vor allem administrativ, rechtlich und politisch untersucht werden – gewann der Behavioralismus in den 1950er und 1960er Jahren in der US-amerikanischen Politikwissenschaft an Bedeutung. Behavioralistische Forscher argumentierten, man müsse sich, um Politik und politische Ergebnisse zu analysieren, statt auf die formalen Strukturen auf die informellen Praktiken, Verhalten und Verteilungen von Macht konzentrieren. Individuelles Verhalten und kollektive Entscheidungen ließen sich allein mit dem methodologischen Individualismus erklären.
Nach Meinung von Kritikern sei der behavioralistische Ansatz jedoch nicht in der Lage, Vergleiche unterschiedlicher politischer Systeme geeignet herauszuarbeiten, da die Analyse des Verhaltens alleine zu kurz greifen würde.
Aus diesem Grund, gerade um Unterschiede zwischen verschiedenen Systemen erklären und gemeinsame Herausforderungen erkennen zu können, entwickelte sich Ende der 1970er/Anfang der 1980er ein „Neo-Institutionalismus“ heraus, der vor allem mit einem breiteren Institutionenbegriff aufwarten konnte. Unter dem Motto „Institutions do matter“ argumentierten u. a. March und Olsen, dass als „Institution“ nicht nur formale Einrichtungen zu zählen seien, sondern auch Normen, Prozesse und Konventionen, die Teil der politischen Struktur und als diese für das elementare Verständnis von Politik unabdingbar seien.
Unterhalb des Ansatzes des Neo-Institutionalismus entwickelten sich, unabhängig voneinander und ohne theoretische Verbindung, drei weitere Stränge, die sich jedoch hinsichtlich ihrer Ontologie und Epistemologie teilweise stark unterscheiden: der Rational-Choice-Institutionalismus, der Soziologische Institutionalismus sowie der Historische Institutionalismus. Aus diesem Grund erweist es sich als naheliegend, den Vorschlag von Simon Bulmer aufzugreifen und den Terminus „Neo-Institutionalismus“ als eine Art Schirmbegriff für eine Mehrzahl an Theorieansätzen anzusehen.

## Entwicklung des historischen Institutionalismus
Der historische Institutionalismus entstand, so Peter Hall, als Reaktion auf die in den 1960er und 1970er Jahren stark verbreiteten (behavioristischen) Gruppentheorien und den strukturfunktionalistischen Ansatz.
Von diesen beiden Ansätzen nimmt der historische Institutionalismus Anleihen, versucht aber über diese hinauszugehen: Von den Gruppentheorien wurde übernommen, dass Konflikte zwischen verschiedenen Bevölkerungsgruppen als politisch, das heißt als Teil der Politik, wahrgenommen werden müssen. Auch versucht der historische Institutionalismus hierbei besser zu erklären, wieso im Ländervergleich ähnliche Prozesse unterschiedliche Policy-Ergebnisse erbringen, wozu die Gruppentheorien nicht in der Lage seien, da sie Institutionen als solchen keine Bedeutung schenken würden.
Vom strukturfunktionalistischen Ansatz wurde die Annahme übernommen, dass Institutionen elementarer Bestandteil der sozialen Ordnung der Gesellschaft seien, der Staat aber nicht etwa die Rolles eines neutralen Beobachters innehabe, sondern einen Komplex von sich gegenseitig beeinflussenden Institutionen darstelle, der Konflikte, Prozesse, kollektives Verhalten und Unterschiede in den Policy-Ergebnissen beeinflusse. Institutionen werden innerhalb dieses Ansatzes, wie oben genannt, wesentlich breiter definiert.
Neben diesem institutionalistischen Aspekt betont die Theorie des historischen Institutionalismus, dass, um Policy-Entscheidungen heutiger Akteure zu verstehen, diese im historischen Zeitverlauf der Entstehung der Institutionen betrachtet werden müssen, da Entwicklungsschritte aufeinander aufbauen würden (Pfadabhängigkeit).
Dieser Aspekt, der eine wichtige Variable in der Institutionen-Analyse im historischen Institutionalismus darstellt, bildet gleichzeitig den großen Unterschied zu den „benachbarten“ Theorien des Rational-Choice-Institutionalismus und des soziologischen Institutionalismus. Beide Theorien messen der historischen Entwicklung von Institutionen keine Bedeutung zu. Auch nehmen beide Theorien nicht die asymmetrische Machtverteilung bei der Entwicklung und Gestaltung von Institutionen in den Blick, welche die Entscheidungsalternativen für die Akteure selbst auch einschränken würden. Beide Theorieansätze sind geprägt von einer eindimensionalen Kausalkette: Entweder wird wie im Rational-Choice-Institutionalismus das Gefüge aus der Sicht der Akteure betrachtet oder wie im soziologischen Institutionalismus aus der Sicht der Institutionen. Hier versucht der historische Institutionalismus eine Mittlerstellung zwischen beiden einzunehmen, Struktur und Handlung als wechselseitig aufeinander wirkende Teile zu sehen.
Der Rational-Choice-Institutionalismus betont, dass Institutionen aufgrund von aggregierten, individuellen und bewussten Entscheidungen der Akteure entstünden. Dies verneint der historische Institutionalismus mit dem Hinweis auf unkalkulierbare Konsequenzen und kurze Zeithorizonte bei der Gründung der Institutionen.
Der soziologische Institutionalismus sieht, dass individuelle Handlungen durch Institutionen bestimmt werden, was jedoch auf dem Befolgen bewusster oder unbewusster Normen geschieht. Entscheidungen würden demnach nicht aus langfristig angelegten Strategien generiert werden, sondern Ergebnisse endogener (verinnerlichter) Konventionen, Normen und Tradition der institutionalisierten Umgebung darstellen.
Innerhalb des historischen Institutionalismus haben sich zwei weitere Ausgliederungen entwickelt: auf der einen Seite der rationalistisch-ökonomische Ansatz, der vor allem durch Paul Pierson und Mark Pollack vertreten wird. Auf der anderen Seite befindet sich der soziologische Ansatz, der einige soziologische Erklärungsmuster hinzuzieht, bekannt hier vor allem durch Simon Bulmer.

### Rationalistisch-ökonomischer historischer Institutionalismus
Paul Pierson beschreibt in seinem Essay „The Path to European Integration“ seine Annahmen einer deduktiv argumentierenden, rationalistisch-ökonomischen Variante des historischen Institutionalismus, wobei er von der Kritik am liberalen Intergouvernementalismus von Andrew Moravcsik ausgeht. In diesem würden, im Falle der Analyse der Europäischen Union, nur die „großen Verhandlungen“ (grand bargains) der Verträge betrachtet und nicht das Eigenleben der supranationalen Institutionen zwischen diesen Vertragsverhandlungen. Gerade hier würden aber elementare Policy-Entscheidungen gefällt, ohne dass die nationalen Akteure diesen große Aufmerksamkeit schenken würden.
Zur Erklärung der asymmetrischen Machtbeziehung verwendet Pierson das aus der Wirtschaftswissenschaft bzw. der Neuen Institutionenökonomik kommende Modell der principal agents (deutsch auch Prinzipal-Agent-Theorie). Principals seien im Falle der Europäischen Union die Mitgliedsstaaten, die unter strenger Aufsicht agents (supranationale Institutionen) Macht delegieren würden. Hier greift Pierson den kritischen Punkt der Entscheidungsfreiheit zwischen beiden Seiten auf und setzt sich mit den Theorien des Intergouvernementalismus und des Neo-Funktionalismus auseinander: Neo-funktionalistische Autoren weisen an dieser Stelle auf die entstandene Autonomie der Institutionen hin, Intergouvernementalisten auf die nationalen Akteure, die weiterhin die Aufsicht innehätten. Pierson sucht bezüglich dieser einen Mittelweg: Die von intergouvernementalistischer Seite angeführte Übertragung von Macht und Aufgaben an die Institutionen sei nachzuvollziehen, die Institutionen würden jedoch über die Zeit ein „Eigenleben“ entwickeln.
Durch diese Verselbstständigung der Institutionen würden Kontrolldefizite („gaps“) entstehen, sprich (deutliche) Unterschiede im Hinblick auf die institutionellen und politischen Präferenzen der Mitgliedstaaten auf das Funktionieren der Institutionen.
Diese Kontrolldefizite entstünden im Zeitverlauf zwischen Entscheidung und Umsetzung. Dieser historische Aspekt ist, wie bereits oben beschrieben, das Alleinstellungsmerkmal des Historischen Institutionalismus, denn, so Pierson, würden Politikwissenschaftler meist nur Momentaufnahmen analysieren und Policy-Entscheidungen nicht im historischen Kontext sehen.
Pierson beschäftigt sich daher eingehend mit der Frage, wieso diese Kontrolldefizite entstehen würden und wieso, selbst wenn die pricipals (Mitgliedsstaaten) sich dieser bewusst seien, nicht geschlossen werden könnten.
Als erstes Kontrolldefizit nennt Pierson die automatisch entstandene Autonomie durch die Schaffung von supranationalen Institutionen, die notwendig sei, damit Nationalstaaten gemeinsame Entscheidungen fällen und effiziente, kollektive Entscheidungsprozesse ermöglichen können. Diese Institutionen, so zitiert Pierson, bekämen aufgrund der zur Verfügung gestellten Ressourcen eine Akteursqualität, entwickelten eigene Interessen, die sich von denen ihrer Gründer unterschieden und dienten nicht (mehr) allein als passive Instrumente. Das „politische Spiel“ umfasse nun mehr Akteure und mehr Interessen müssten untereinander abgewogen werden.
Pierson führt weiter aus, dass diese Institutionen, wenn sie einmal geschaffen seien, versuchten, ihren Entscheidungsspielraum und ihre Autonomie zu vergrößern. Im Kontext der Europäischen Union zeigt Pierson dies am Beispiel der Europäischen Kommission, dem Europäischen Parlament und dem Europäischen Gerichtshof. Die Kommission und das Parlament besäßen über die Eigenschaft des agenda settings und könnten so politische Entscheidungen wesentlich beeinflussen. Der Kommission schreibt Pierson zudem das Privileg des process managing zu, das heißt, sie sei in der Lage nicht nur die Themen zu beeinflussen, sondern auch die Abläufe im System der Europäischen Union zwischen Mitgliedsstaaten und Institutionen zu bestimmen, wodurch sie beispielsweise Richtlinienbeschlüsse deutlich verzögern könnten.
Als zweiten Grund für die Entstehung von Kontrolldefiziten nennt Pierson den beschränkten Zeithorizont von Politikern. Viele institutionelle Entscheidungen oder Reformen würden sich erst langfristig auswirken. Politische Entscheider seien jedoch an kurzfristigen Ergebnissen und Konsequenzen interessiert und ignorierten langfristige Effekte. Diese würden nur dann von Politikern in Betracht gezogen, wenn die Themen durch die Öffentlichkeit diskutiert werden würden oder die Politiker keine Gefahr laufen bei Wahlen abgestraft zu werden.
Als dritten Punkt erklärt Pierson, dass auch unvorhersehbare Konsequenzen zur derlei Kontrolldefiziten führten könnten, was vor allem an der hohen Themendichte (high issue density) läge. Diese Dichte an Themen führe zu zwei Effekten: einerseits einer thematischen, inhaltlichen Überlastung (thematic overload) und andererseits an aus dem Neo-Funktionalismus bekannten Übertragungseffekten (spill-over).
Am Beispiel der Entscheidungsfindung der Europäischen Union erklärt Pierson, dass diese aufgrund der wachsenden Bedeutung und Komplexität der Union hohe Anforderung an die Mitgliedsstaaten stelle. Zeit- und Informationsknappheit bevorteilten die supranationalen Akteure, sodass die Mitgliedsstaaten ihrer Funktion als gate-keeper der nationalen Souveränität nicht in vollem Umfang nachkommen könnten. Dies sei besonders in den Zeiten zwischen den großen Vertragsverhandlungen der Fall, in denen inhaltlich jedoch am Meisten erreicht werden würde. Aufgrund der hohen Komplexität und Verknüpfung von Themen untereinander sei es schwer, diese isoliert zu betrachten. Entscheidungen innerhalb eines Themas hätten oft auch Konsequenzen in anderen Themengebieten zur Folge, sodass sich, von den Gründern der Institution ursprünglich ungewollt, Entscheidungsspielräume erweiterten und so Übertragungseffekte (spill-over-Effekte) entstünden.
Als vierten Grund für die Entstehung von Kontrolldefiziten benennt Paul Pierson den Wandel von Präferenzen der Mitgliedsstaaten und widerspricht damit der klassischen intergouvernementalistischen Argumentation, die Präferenzen von Mitgliedsstaaten als fix ansehen. Präferenzen könnten sich klassischerweise durch Regierungswechsel ändern, aber auch beispielsweise durch neue Informationen.
Pierson erklärt, dass Intergouvernementalisten in den genannten Kontrolldefiziten keine Probleme sähen, da die principals diese durch Lernen schließen könnten bzw. im Wettbewerb andere Formen der Entscheidungsfindung fänden. Dem entgegnet Pierson, dass diese Argumentationen aus der Wirtschaft stammen und in der Politik nicht anwendbar seien. Weiterhin führt er aus, dass sich die principals dieser Kontrolldefizite durchaus bewusst sein, diese aber aufgrund dreier Barrieren nicht schließen könnten: den Widerstand der supranationalen Institutionen gegen Reformen, den institutionellen Hindernissen innerhalb der Institutionen und den sogenannten sunk costs, sprich, den bereits getätigten Ausgaben und den damit verbundenen hohe Ausstiegskosten.
Damit schließt Pierson und stellt die Vorteile seiner Interpretation des Historischen Institutionalismus heraus, insbesondere in Bezug auf den Neo-Funktionalismus und den Intergouvernementalismus. Der historische Institutionalismus sähe politische Kontrolle zwischen principals und agents nicht als Nullsummenspiel wie im Neo-Funktionalismus, sondern als wachsende Entwicklung von Regeln und Verfahren, die allen politischen Akteuren Bedingungen auferlegen würde. Im Gegensatz zum Intergouvernementalismus betrachte der Historische Institutionalismus Institutionenentwicklungen nicht punktuell, sondern im Zeitverlauf und könne so anhand der Kontrolldefizite die wachsende Autonomie der Institutionen wesentlich besser erklären. Zweifelsohne seien die Mitgliedstaaten in der Macht ausübenden Position.
Mark Pollack ergänzt in seinem Aufsatz „The New Institutionalism and EC Governance: The Promise and Limits of Institutional Analysis“ die Ausführungen Paul Piersons unter anderem unter dem Aspekt, weshalb agents (Mitgliedsstaaten) sich auch bewusst für das Entstehen derlei Kontrolldefizite einsetzen würden. Unter anderem, wenn sie merkten, dass diese aufgrund anderer politischer Mehrheiten bei den principals (supranationalen Institutionen) ihnen zuwiderliefen oder wenn das agenda setting seitens der principals agents mehrheitlich Vorteile brächte. Des Weiteren ergänzt er Piersons Ansatz um die Annahme der „lock-ins“, das heißt, agents würden sich im Zeitverlauf den Ansprüchen und Wünschen der principals von sich aus verschließen.
Melanie-Morisse Schilbach kritisiert an Piersons Ansatz das stark rationalistische Design des principals-agents-Modells, dabei behauptet Pierson selbst, dass er weder besonders „rational“ noch „non rational“ argumentieren würde. Auch kritisiert sie, dass sich Präferenzen der agents nach Pierson nur durch externe Quellen, aber nicht durch interne Quellen wie Lernen, Sozialisation oder Erfahrung verändern könnten.
Des Weiteren wird kritisiert, dass der rationalistisch-ökonomische Historische Institutionalismus den Wandel von supranationalen Institutionen nicht erklären könne, da dieser die individuellen Akteure komplett ausklammere und aufgrund dessen einem strukturellen Determinismus unterläge.

### Soziologischer Historischer Institutionalismus
Simon Bulmer gilt als einer der Vertreter der soziologischen Variante des Historischen Institutionalismus. Diesen beschrieb er in Ansätzen bereits in seinem Aufsatz „The Case of Merger Control“ und führte weitere Einzelheiten im Aufsatz „New institutionalism and the governance of the Single European Market“ aus. Im Gegensatz zu Pierson argumentiert Bulmer wesentlich stärker induktiv und hebt hervor, dass der Historische Institutionalismus keine eigene Teleologie besäße, sondern allein als Analysemodell diene. Ob die Theorie jedoch universell prognosefähig sei, bezweifelt Bulmer; nur in kleineren Themenfeldern, insbesondere im Bereich der Normen und Regeln, könne die Theorie Prognosen erstellen.
Bulmer versteht, im Gegensatz zu den rationalistischen Forschern wie Pierson oder Pollack, EU-Mitgliedsstaaten und supranationale Institutionen nicht als Verhältnis von Pro- und Antagonisten, sondern eher als ein „verwobenes Netz“ und versteht seinen Ansatz wesentlich breiter. Um dieses Netz de „EU-Governance“ zu verstehen, seien vier Dimensionen hilfreich: Systemischer Wandel (systemic change), subsystemischer Wandel von Governance-Strukturen (subsystemic change of governance structures), Policy-Entstehung (policy evolution) und die Rolle von Werten und Normen (role of values and norms).
Im Hinblick auf systemischen Wandel schreibt Bulmer, dass der Historische Institutionalismus Mitgliedstaaten weder als Gewinner (Intergouvernementalismus) noch als ausgesprochene Verlierer (Neo-Funktionalismus), sondern Entwicklungen ateleologisch sehe. Damit könne der Historische Institutionalismus wesentlich besser Machtdelegation, Funktion und Wandel von Institutionen erklären, insbesondere in den Zeiträumen zwischen den großen Vertragsverhandlungen.
Auch könne der Historische Institutionalismus aufgrund der historischen Perspektive subsystematische Veränderungen institutioneller Strukturen beziehungsweise die Outcome-Fähigkeit vor und nach Veränderungen besser vergleichen. Bulmer führt hier das Beispiel des Vergleiches der Europäischen Gemeinschaft mit der Europäischen Union (nach Ratifizierung der Einheitlichen Europäischen Akte und der Verwirklichung des Europäischen Binnenmarktes) an.
Im Hinblick auf die Policy-Entwicklung helfe der Historische Institutionalismus, insofern Bulmer Policy-Making sich als wiederholend und aufeinander aufbauend sieht. Anhand des Prinzips der Pfadabhängigkeit der Theorie sei es einfacher Projekte wie die Schaffung des Europäischen Binnenmarktes zu verstehen, dessen Grundlagen bereits in den Römischen Verträgen lägen. Hierbei ließe sich auch ein Lernprozess seitens der Mitgliedstaaten feststellen, besonders in Bezug auf die Reaktion und Umsetzung neuer Richtlinien, aber auch seitens des Europäischen Gerichtshofes, der im Wechselspiel zwischen EU-Institutionen und Mitgliedsstaaten schrittweisen rechtliche Normen entwickelte; als Beispiel wird die Cassis-de-Dijon-Entscheidung angeführt. Damit beweise der Historische Institutionalismus, dass sich die Policy-Entwicklung nicht von der öffentlichen Verwaltung trennen ließe.
Als einen weiteren Vorteil des Historischen Institutionalismus im Bereich der Policy Evolution sieht Bulmer die Fähigkeit des Ansatzes zu erklären, weshalb Policy-Making innerhalb der supranationalen Institution nicht grundsätzlich im Interesse der Mitgliedsstaaten laufen müsse. Lindberg und Campbell zitierend, so erklärt Bulmer, dass Institutionen nicht per se neutrale Arenen seien, da nicht alle Beteiligte (vom Verbraucher bis zum Mitgliedstaat als solchen) gleichberechtigten Zugang zu diesen Institutionen hätten und die Institutionen ein Eigenleben besäßen und somit die Prozesse des Policy-Making beeinflussen könnten.
Einen vierten Punkt führt Bulmer aus, indem er auf den Aufsatz „Rediscovering Institutions“ von James March und Johan P. Olsen verweist, die durch Institutionen entstehende Normen hervorheben, durch die wiederum die individuellen Akteure beeinflusst werden würden. So sei eine europäische Kultur schwer zu identifizieren, die Institutionen der Europäischen Union würden jedoch durch ihr Handeln und Wirken eine institutionelle Kultur prägen, die wiederum dem sehr fluiden politischen System der Europäischen Union Halt und Stabilität gäbe.
Bulmer hebt hervor, dass der Historische Institutionalismus keine „großartige Theorie“ sei, jedoch nützlich sei, um sowohl die „großen Verträge“ wie die Alltagspolitik beispielsweise bei der Europäischen Union zu analysieren und zu bewerten.
An Simon Bulmers Ansatz kritisiert Melanie Morisse-Schilbach, dass dieser keinen makro-sozialen Wandel erklären könne. Der soziologische Ansatz zeige eher Prozesse auf, anstatt sie umfassend zu erklären.

## Kritik und Weiterentwicklungen
Der Historische Institutionalismus hat sich in den letzten beiden Jahrzehnten, so Peters, Pierre und Desmon, zu einem sehr bekannten und rezipierten Zugang der Institutionenanalyse in der Vergleichenden Politikwissenschaft entwickelt, besonders im Bereich der Europaforschung findet dieser Anklang.
Zahlreiche weitere Forscher haben die Theorie weiterentwickelt und verfeinert, sodass dieser heute ein reiches und ausführliches Methodenset bietet, um institutionellen Wandel zu erklären. De facto sind die empirischen Studien jedoch noch zahlenmäßig gering, es gibt einige Beispiele für die Anwendungen an Institutionen in Lateinamerika, Asien und jüngst auch Afrika.
Die Kritiken an der Theorie sind vielseitig, der wissenschaftliche Diskurs in Bezug auf den Historischen Institutionalismus ist bis heute nicht abgeschlossen. Als eine gängige und weit verbreitete Theorie gilt, dass der Historische Institutionalismus von stark strukturkonservativen politischen Systemen ausgehe. Die Theorie könne vor allem Kontinuität und Stabilität am Beispiel der Europäischen Union erklären und keinen Wandel von Policy und Polity. Auch könne die Theorie keine Konflikte in den Zeiten beschreiben, die oberflächlich als stabil und pfadabhängig wirken.
Ebenso wird kritisiert, dass der Historische Institutionalismus anhand einer sehr geringen Fallzahl entwickelt wurde und das beschriebene Wissen aus diesen Gründen nicht valide sei.

### Primärliteratur
- Hans Arnum: Ideas and institutions in the European Union. The case of social regulation and its complex decision-making. Copenhagen 1999.
- Mark D. Aspinwall, Gerald Schneider: Same Menu, Separate Tables: The Institutionalist Turn in Political Science and the Study of European Integration. In: European Journal of Political Research. 38, 1, 2000, S. 1–36.
- Mark Aspinwall, Gerald Schneider: The rules of integration. The institutionalist approach to European studies. Manchester 2000.
- Tanja Börzel, Thomas Risse: Die Wirkung internationaler Institutionen: Von der Normanerkennung zur Normeinhaltung. Bonn 2001.
- Janet M. Box-Steffensmeier, Henry E. Brady, David Collier (Hrsg.): The Oxford Handbook of Political Methodology. 2008.
- Simon J. Bulmer: Institutions and Policy Change in the European Communities: The Case of Merge Control. In: Public Administration. 72, 3, 1994, S. 423–444.
- Simon J. Bulmer: New institutionalism and the governance of the Single European Market. In: Journal of European Public Policy. 5, 3, 1998, S. 365–386.
- John L. Campbell, J. Rogers Hollingsworth, Leon N. Lindberg (Hrsg.): Governance of the American Economy. Cambridge 1991.
- John L. Campbell, Leon N. Lindberg, J. Rogers Hollingsworth: The evolution of governance regimes. In: John L. Campbell, J. Rogers Hollingsworth, Leon N. Lindberg (Hrsg.): Governance of the American Economy. Cambridge 1991, S. 319–355.
- G. Capoccia, D. Ziblatt: The Historical Turn in Democratization Studies: A New Research Agenda for Europe and Beyond. In: Comparative Political Studies. 43, 8–9, 2010, S. 931–968.
- Giovanni Capoccia, R. Daniel Kelemen: The Study of Critical Junctures: Theory, Narrative, and Counterfactuals in Historical Institutionalism. In: World Politics. 59, 03, 2007, S. 341–369.
- Thomas Christiansen, Gerda Falkner, Knud Erik Jørgensen: Theorizing EU treaty reform: beyond diplomacy and bargaining. In: Journal of European Public Policy. 9, 1, 2002, S. 12–32.
- Ruth Berins Collier, David Collier: Shaping the political arena. Critical junctures, the labor movement, and regime dynamics in Latin America. Notre Dame, Ind 2002.
- Gero Erdmann, Sebastian Elischer, Alexander Stroh: Can historical institutionalism be applied to political regime development in Africa? (= GIGA working papers. 166). Hamburg 2011.
- Gerda Falkner: Zwischen Gestaltungslücke und integrativen Kooperationseffekten: Wohlfahrtsstaat und Integration aus Sicht des historischen Institutionalismus. In: Markus Jachtenfuchs, Beate Kohler-Koch (Hrsg.): Europäische Integration. (= Uni-Taschenbücher. 1853). Opladen 1996, S. 475–511.
- Barbara Geddes: How the Cases You Choose Affect the Answers You Get: Selection Bias in Comparative Politics. In: Political Analysis. 2, 1, 1990, S. 131–150.
- Peter A. Hall: The Role of Interests, Institutions and Ideas in the Comparative Political Economy of the Industrialized Nations. In: Mark Irving Lichbach, Alan S. Zuckerman (Hrsg.): Comparative politics. Rationality, culture, and structure. Cambridge u. a. 1997, S. 174–207.
- Peter A. Hall, Rosemary C. R. Taylor: Political Science and the Three New Institutionalisms. In: Political Studies. 44, 5, 1996, S. 3–32.
- J. Jupille, J. A. Caporaso: Institutionalism and European Union: Beyond International Relations and Comparative Politics. In: Annual Review of Political Science. 2, 1, 1999, S. 429–444.
- Mark Irving Lichbach, Alan S. Zuckerman (Hrsg.): Comparative politics. Rationality, culture, and structure. Cambridge u. a. 1997.
- Johannes Lindner, Berthold Rittberger: The Creation, Interpretation and Contestation of Institutions — Revisiting Historical Institutionalism. In: Journal of Common Market Studies. 41, 3, 2003, S. 445–473.
- Shu-Yun Ma: Political Science at the Edge of Chaos? The Paradigmatic Implications of Historical Institutionalism. In: International Political Science Review, Revue internationale de science politique. 28, 1, 2007, S. 57–78.
- James Mahoney: Path-Dependent Explanations of Regime Change: Central America in Comparative Perspective. In: Studies in Comparative International Development. 36, 1, 2001, S. 111–141.
- James Mahoney, P. Larkin Terrie: Comparative-Historical Analysis in Contemporary Political Science. In: Janet M. Box-Steffensmeier, Henry E. Brady, David Collier (Hrsg.): The Oxford Handbook of Political Methodology. 2008.
- James Mahoney, Kathleen Thelen (Hrsg.): Explaining Institutional Change. Cambridge 2009.
- James G. March, Johan P. Olsen: Rediscovering institutions. The organizational basis of politics. New York, NY 1989.
- B. Guy Peters: Institutional theory in political science. The "new institutionalism". London u. a. 2001.
- B. Guy Peters, Jon Pierre, Desmond S. King: The Politics of Path Dependency: Political Conflict in Historical Institutionalism. In: The Journal of Politics. 67, 4, 2005, S. 1275–1300.
- Paul Pierson: The Path to European Integration: A Historical Institutionalist Analysis. In: Comparative Political Studies. 29, 2, 1996, S. 123–163.
- Paul Pierson: The Limits of Design: Explaining Institutional Origins and Change. In: Governance. 13, 4, 2000, S. 475–499.
- Paul Pierson: Politics in time. History, institutions, and social analysis. Princeton 2004.
- Mark A. Pollack: The New Institutionalism and EC Governance: The Promise and Limits of Institutional Analysis. In: Governance. 9, 4, 1996, S. 429–458.
- Dietrich Rueschemeyer, Evelyne Huber, John D. Stephens: Capitalist development and democracy. Chicago 1992.
- Theda Skocpol: States and social revolutions. A comparative analysis of France, Russia, and China. In: ACLS Humanities. E-Book 1979.
- Dan Slater: Iron Cage in an Iron Fist: Authoritarian Institutions and the Personalization of Power in Malaysia. In: Comparative Politics. 36, 1, 2003, S. 81.
- Dan Slater, James Mahoney, Kathleen Thelen: Altering Authoritarianism: Institutional Complexity and Autocratic Agency in Indonesia. In: James Mahoney, Kathleen Thelen (Hrsg.): Explaining Institutional Change. Cambridge 2009, S. 132–167.
- Sven Steinmo, Kathleen Ann Thelen, Frank Longstreth (Hrsg.): Structuring politics. Historical institutionalism in comparative analysis. Cambridge u. a. 1992.
- Kathleen Ann Thelen, Sven Steinmo: Historical institutionalism in comparative politics. In: Sven Steinmo, Kathleen Ann Thelen, Frank Longstreth (Hrsg.): Structuring politics. Historical institutionalism in comparative analysis. Cambridge u. a. 1992, S. 1–32.

### Sekundärliteratur
- Hans-Jürgen Bieling, Marika Lerch (Hrsg.): Theorien der europäischen Integration. (= UTB. 2554). Wiesbaden 2005.
- André Brodocz, Gary S. Schaal (Hrsg.): Politische Theorien der Gegenwart. Eine Einführung. (= UTB für Wissenschaft Politikwissenschaft. 2219). Wiesbaden ca. 2004.
- Ludger Helms: Einleitung: Politikwissenschaftliche Institutionenforschung am Schnittpunkt von Politischer Theorie und Regierungslehre. In: Ludger Helms, Uwe Jun (Hrsg.): Politische Theorie und Regierungslehre. Eine Einführung in die politikwissenschaftliche Institutionenforschung. Frankfurt am Main / New York 2004, S. 13–44.
- Ludger Helms, Uwe Jun (Hrsg.): Politische Theorie und Regierungslehre. Eine Einführung in die politikwissenschaftliche Institutionenforschung. Frankfurt am Main/New York 2004.
- Katharina Holzinger, Christoph Knill, Dirk Peters, Berthold Rittberger, Frank Schimmelfennig, Wolfgang Wagner: Die Europäische Union. Theorien und Analysenkonzepte. (= UTB. 2682). Paderborn 2005.
- Markus Jachtenfuchs, Beate Kohler-Koch (Hrsg.): Europäische Integration. (= Uni-Taschenbücher. 1853). Opladen 1996.
- André Kaiser: Die politische Theorie des Neo-Institutionalismus: James March und Johan Olsen. In: André Brodocz, Gary S. Schaal (Hrsg.): Politische Theorien der Gegenwart. Eine Einführung. (= UTB für Wissenschaft Politikwissenschaft. 2219). Wiesbaden ca. 2004, S. 313–342.
- Melanie Morisse-Schilbach: Historischer Institutionalismus. In: Hans-Jürgen Bieling, Marika Lerch (Hrsg.): Theorien der europäischen Integration. (= UTB. 2554). Wiesbaden 2005, S. 271–292.
- Holger Schulze: Neo-Institutionalismus. Ein analytisches Instrument zur Erklärung gesellschaftlicher Transformationsprozesse. (= Arbeitspapiere des Osteuropa-Instituts der Freien Universität Berlin, Arbeitsschwerpunkt Politik. 4). 1997.